# Bodotria elevata
Bodotria elevata är en kräftdjursart som beskrevs av Jones 1960. Bodotria elevata ingår i släktet Bodotria och familjen Bodotriidae. Inga underarter finns listade i Catalogue of Life.